# Ranspach-le-Haut
Ranspach-le-Haut (deutsch Ober-Ranspach, elsässisch Oberraischbe) ist eine französische Gemeinde mit 626 Einwohnern (Stand 1. Januar 2022) im Département Haut-Rhin in der Region Grand Est (bis 2015 Elsass). Sie gehört zum Arrondissement Mulhouse, zum Kanton Saint-Louis und zum Gemeindeverband Saint-Louis Agglomération.

## Geografie
Die Gemeinde Ranspach-le-Haut liegt im Sundgau, etwa 18 Kilometer östlich von Altkirch und 13 Kilometer westlich von Basel.
Nachbargemeinden von Ranspach-le-Haut sind Helfrantzkirch im Norden, Ranspach-le-Bas im Osten, Michelbach-le-Haut im Südosten, Knœringue im Süden sowie Berentzwiller im Westen.

## Geschichte
Die Ersterwähnung erfolgte 1103. Im Mittelalter gehörte Ranspach-le-Haut zu Vorderösterreich. Mit dem Westfälischen Frieden kam der Ort 1648 an die französische Krone. 1802 wurde Ranspach-le-Haut, das zuvor Filial der Niederranspacher Kirche gewesen war, eigenständige Kirchengemeinde. Von 1871 bis zum Ende des Ersten Weltkrieges gehörte Oberranspach als Teil des Reichslandes Elsaß-Lothringen zum Deutschen Reich und war dem Kreis Mülhausen im Bezirk Oberelsaß zugeordnet.

## Bevölkerungsentwicklung
| Jahr      | 1910 | 1962 | 1968 | 1975 | 1982 | 1990 | 1999 | 2006 | 2017 |
| Einwohner | 366  | 309  | 320  | 337  | 350  | 387  | 414  | 528  | 628  |

## Sehenswürdigkeiten
- Kirche Saint-Étienne, Monument historique

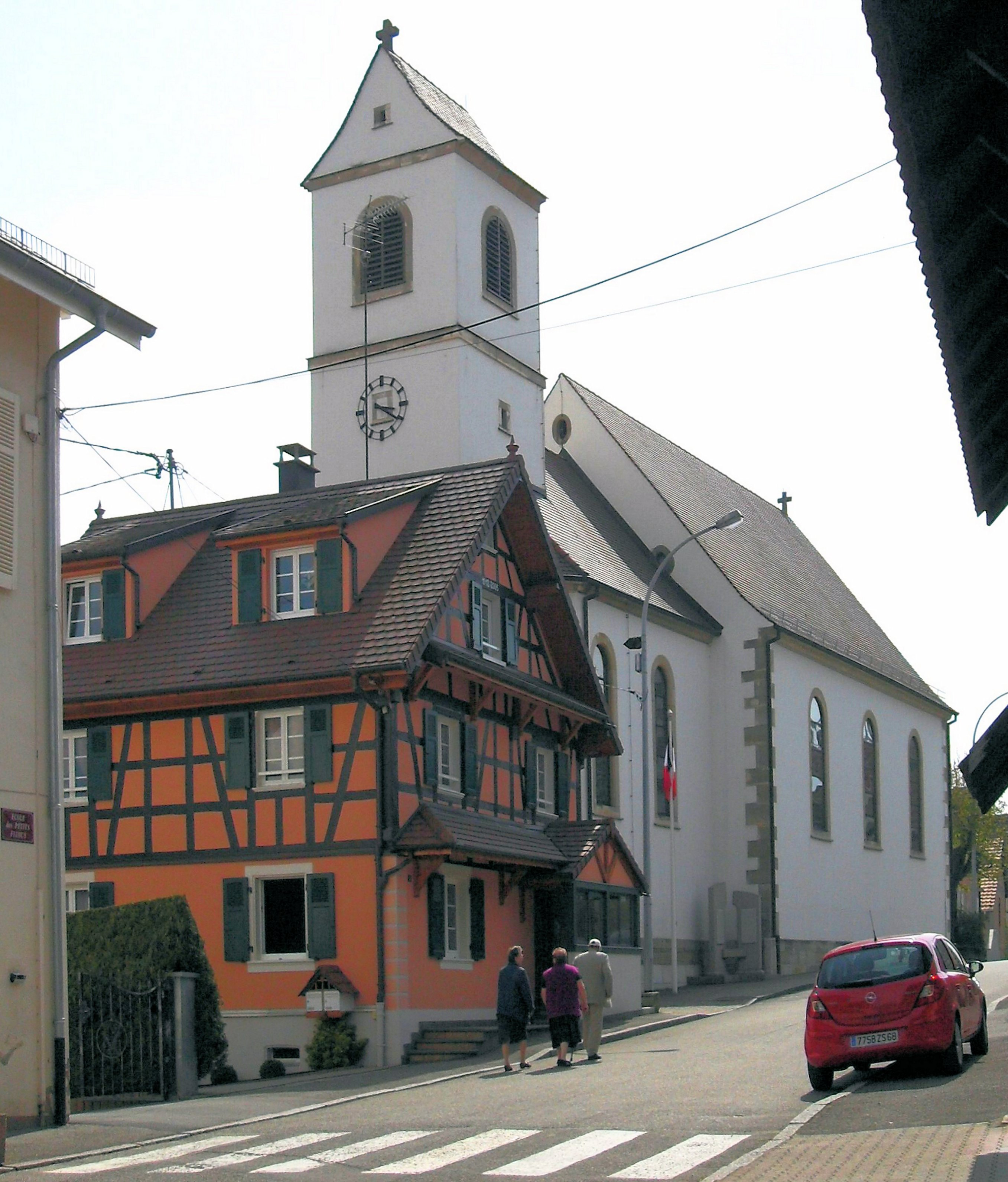
Kirche Saint-Étienne

Kirche Sankt Stefan (St. Étienne): Erbaut 1773–76. Ein Gemälde des 18. Jahrhunderts im Chor zeigt die Steinigung des Kirchenheiligen. Die barocke Kanzel und die Seitenaltäre stammen aus Landser.
Gut erhaltene Fachwerkhäuser aus dem 18. und 19. Jahrhundert, alle in Stockwerkbauweise. Auf den sonst  im Sundgau verbreiteten Krüppel- oder Halbwalm über dem Giebel wurde hier fast überall verzichtet.

## Nachweise
1. 1 2  Gemeindeverzeichnis Deutschland 1900 – Kreis Mülhausen